# 2015年バドミントン日本代表
2015年バドミントン日本代表は、日本バドミントン協会によって選出された2015年の国際大会に派遣されるナショナルチーム。

## 2015年日本代表選手及びコーチ
※所属は2015年10月1日時点

### 日本代表選手

#### ナショナルチームA代表
| - 男子選手 - 佐々木翔（トナミ運輸） - 桃田賢斗（NTT東日本） - 田児賢一（NTT東日本） - 上田拓馬（日本ユニシス） - 早川賢一（日本ユニシス） - 遠藤大由（日本ユニシス） - 平田典靖（トナミ運輸） - 橋本博且（トナミ運輸） - 園田啓悟（トナミ運輸） - 嘉村健士（トナミ運輸） | - 女子選手 - 山口茜（福井県立勝山高等学校） - 三谷美菜津（NTT東日本） - 橋本由衣（NTT東日本） - 奥原希望（日本ユニシス） - 髙橋沙也加（日本ユニシス） - 福万尚子（再春館製薬所） - 與猶くるみ（再春館製薬所） - 髙橋礼華（日本ユニシス） - 松友美佐紀（日本ユニシス） - 前田美順（再春館製薬所） - 垣岩令佳（再春館製薬所） |

#### ナショナルチームB代表
| - 男子選手 - 坂井一将（日本ユニシス） - 武下利一（トナミ運輸） - 常山幹太（トナミ運輸） - 西本拳太（中央大学） - 山口容正（トナミ運輸） - 下農走（トナミ運輸） - 井上拓斗（日本ユニシス） - 金子祐樹（日本ユニシス） - 数野健太（日本ユニシス） - 山田和司（日本ユニシス） - 古賀輝（早稲田大学） - 斎藤太一（早稲田大学） - 松居圭一郎（日本体育大学） - 三浦光將（日本体育大学） | - 女子選手 - 今別府香里（ヨネックス） - 佐藤冴香（ヨネックス） - 大堀彩（NTT東日本） - 仁平菜月（福島県立富岡高等学校） - 川上紗恵奈（福島県立富岡高等学校） - 栗原文音（日本ユニシス） - 篠谷菜留（日本ユニシス） - 松尾静香（NTT東日本） - 内藤真実（ヨネックス） - 福島由紀（再春館製薬所） - 廣田彩花（再春館製薬所） - 米元小春（北都銀行） - 田中志穂（北都銀行） |

### ナショナルチームコーチ

#### ヘッドコーチ
- 朴柱奉（日本バドミントン協会）

#### コーチ
- 中島慶（日本バドミントン協会）
- リオニー・マイナキー（日本ユニシス）
- 舛田圭太（トナミ運輸）
- 佐藤翔治（NTT東日本）

#### アシスタント
- 崔相範（日本バドミントン協会）
- カレル・マイナキー（日本バドミントン協会）
- 中西洋介（日本ユニシス）